# Suffer Well
Suffer Well zijn twee nummers van de Britse synthpopband Depeche Mode uit 2006. Het is de derde single van Playing the Angel, het elfde studioalbum van de band.
"Suffer Well" was het eerste Depeche Mode nummer dat niet door Martin Gore geschreven werd sinds Just Can't Get Enough uit 1981. De tekst is gebaseerd een gesprek dat frontman Dave Gahan had met een vriend. Gahan klaagde over allerlei problemen uit zijn leven, waarop de vriend zei: "suffer well!" ("lekker lijden!"). Die zin bleef in Gahans hoofd zitten, en vormde de basis voor het nummer. De plaat bereikte de hitlijsten in een aantal Europese landen. Zo bereikte het de 12e positie in thuisland het Verenigd Koninkrijk. In Nederland bereikte de plaat geen hitlijsten, terwijl in Vlaanderen 7e positie in de Tipparade werd gehaald.

## Tracklijst
CD
1. "Suffer Well" – 3:50
2. "Better Days" – 2:28